# Episodi di Evening Shade (prima stagione)
La prima stagione della serie televisiva Evening Shade è stata trasmessa in anteprima negli Stati Uniti d'America dalla CBS tra il 21 settembre 1990 e il 6 maggio 1991.
| nº | Titolo originale                      | Titolo italiano | Prima TV USA      | Prima TV Italia |
| -- | ------------------------------------- | --------------- | ----------------- | --------------- |
| 1  | A Day in the Life of Wood Newton      |                 | 21 settembre 1990 |                 |
| 2  | There Once Was a Boy Named Wood       |                 | 28 settembre 1990 |                 |
| 3  | Whatever Happened to Clutch Newton?   |                 | 5 ottobre 1990    |                 |
| 4  | Sadie Hawkins Dance                   |                 | 26 ottobre 1990   |                 |
| 5  | Fast Women                            |                 | 29 ottobre 1990   |                 |
| 6  | The Moustache Show                    |                 | 2 novembre 1990   |                 |
| 7  | All for Charity                       |                 | 9 novembre 1990   |                 |
| 8  | Something to Hold on To               |                 | 19 novembre 1990  |                 |
| 9  | Mr. Mom                               |                 | 26 novembre 1990  |                 |
| 10 | Hooray for Wood                       |                 | 10 dicembre 1990  |                 |
| 11 | The Wood Who Stole Christmas          |                 | 17 dicembre 1990  |                 |
| 12 | Wood and Ava and Gil and Madeline     |                 | 7 gennaio 1991    |                 |
| 13 | Wood's Thirtieth Reunion              |                 | 21 gennaio 1991   |                 |
| 14 | Vote Early and Vote Often             |                 | 28 gennaio 1991   |                 |
| 15 | Chip Off the Old Brick                |                 | 4 febbraio 1991   |                 |
| 16 | The Trials of Wood Newton             |                 | 11 febbraio 1991  |                 |
| 17 | Into the Woods                        |                 | 18 febbraio 1991  |                 |
| 18 | Nothing to Fear But Harvey Lujack     |                 | 25 febbraio 1991  |                 |
| 19 | Gambler Anonymous                     |                 | 4 marzo 1991      |                 |
| 20 | Sex Education                         |                 | 24 marzo 1991     |                 |
| 21 | I Am Wood Hear Me Roar                |                 | 1º aprile 1991    |                 |
| 22 | Herman and Margaret Sitting in a Tree |                 | 8 aprile 1991     |                 |
| 23 | Far from the Madden Crowd             |                 | 29 aprile 1991    |                 |
| 24 | The Baby Show                         |                 | 6 maggio 1991     |                 |